# Thakur
Thakur är på den indiska subkontinenten en historisk titel för furstar och feodalherrar och en hederstitel för män inom grupperna rajput och kshatriya.  
Thakur var titeln för härskare över bland annat furstestaterna Balsan, Baraundha Pathar Kachhar, Bija, Chuda, Darkoti, Khaneti, Kharsawan, Khirasra, Kunihar, Mahlog, Maihar, Mohanpur, Piploda, Ranasan, Sangri, Sanjeli, Tharad, Tharoch och Wadagam. Titeln användes även i kombination med andra titlar.